# Fort Aiton
Cet article possède un paronyme, voir Fort d'Aiton.
Pour plus de détails, voir Fiche technique et Distribution.
Fort Aiton est un documentaire franco-allemand réalisé par Marc Delestre et Marc Bischoff, sorti en 1972.
Le film présente des témoignages et des documents sur le bagne militaire du fort d'Aiton.

## Fiche technique
- Titre : Fort Aiton
- Réalisation : Marc Delestre et Marc Bischoff
- Production : École de cinéma et de télévision de Munich
- Pays d'origine :  France -  Allemagne de l'Ouest
- Format : noir et blanc - 16 mm
- Durée : 50 minutes
- Date de sortie : 1972

## À propos du film
- Dans son article de la Saison cinématographique 73[1], François Chevassu indique : « Fort Aiton est essentiellement un document qui vise, après les enquêtes du Nouvel Observateur et de L'Express Rhône-Alpes, à alerter l'opinion publique. L'essentiel du film est constitué de témoignages recueillis en direct, soit auprès d'anciens internés, soit auprès de ceux qui ont mené la campagne ».
- « Les images du film Fort Aiton ne furent jamais diffusée sur le petit écran… bien que le documentaire ait été officiellement critiqué dans La Revue du Cinéma. Qu’est devenu ce film ? » (Jean-Marc Villermet, 16 juin 2019)[2].